# Garrick Marchena
Garrick Marchena (Aruba, 1966) is een Curaçaos beeldend kunstenaar en artdirector. Hij is een van de meest bedreven muurschilderkunstenaars van Curaçao. Zijn favoriete onderwerpen zijn dieren en kinderen, vooral ogen en gezichten.

## Leven en werk
Garrick Marchenas moeder kwam uit Aruba en maakte bruidsjurken, zijn vader was een ingenieur uit Bonaire. Toen hij een jaar oud was, verhuisden zijn ouders naar Mariepampoen, net buiten Willemstad. Door te zien hoe zijn moeder haar ontwerpen schetste en door de muurschilderingen van zijn neven raakte hij geïnteresseerd in tekenen. Hij werd een goede portrettekenaar en kreeg belangstelling voor graffiti. Op advies van zijn vader ging hij echter civiele techniek studeren aan de Universiteit van Pittsburgh. In 1993 haalde hij zijn bachelor en ging werken bij de Curaçaose Wegenbouw Maatschappij (CWM). Omdat het werk hem niet beviel, nam hij na anderhalf jaar ontslag en ging als freelance grafisch ontwerper werken in het bedrijf van zijn jongere broer. Hij leerde het vak "on the job", maar verlangde ernaar vrij werk te gaan maken.
In 2005 volgde hij een workshop bij de Amerikaanse kunstenaar Drew Blair en ging hij zijn creatieve talent serieus nemen. Hij raakte geïnteresseerd in de streetartbeweging in Californië en begon zelf met streetart te experimenteren. De muurschildering Dress Come Alive en zijn eerste werk op canvas Kalor Bou Di Sombra van november 2008 beschouwt hij als een keerpunt in zijn carrière.
In 2009 maakte hij onder het alias Zigski zijn eerste muurschildering Urban Angel op een deur in een doodlopende straat in Saliña, als spontaan geschenk aan iedereen die durft te dromen. Met spontane schilderingen bedoelt Marchena dat hij geen toestemming heeft van de eigenaar van de muur. Sindsdien maakte hij veel van zulke spontane muurschilderingen in Curaçao (met name in  Punda, Otrobanda en Pietermaai) en twee op Aruba. In 2010 maakte hij zijn eerste trompe-l'oeil-schildering bij het Tula Museum in Landhuis Knip. In Punda maakte hij nog zo'n schildering bij de Marshe di Karni, en een derde in 2017 in Scharloo met de titel More than Meets the Eye. Het zijn vaak grote schilderingen, die onverwacht verschijnen op verwaarloosde gebouwen of ruïnes en de omgeving verfraaien.
Na enkele jaren werd zijn illegale werk gezien als een geschenk aan de maatschappij. Sindsdien krijgt hij geregeld opdrachten voor muurschilderingen, maar gebruikt de techniek ook op doek. In 2016 nodigde de Fundashon Shon Tan hem uit om een workshop te geven aan een groep jongeren uit de wijk Domi Abou in Willemstad. Zij maakten in enkele weken samen drie muurschilderingen, die gepresenteerd werden op 12 april, de verjaardag van Shon Tan.

## Missie
Marchena wil met zijn werk emoties aanwakkeren en bewustzijn vergroten. Veel van zijn muurschilderingen hebben vogels als onderwerp, waarmee hij een boodschap van onschuld en vrijheid wil overbrengen. Zo hoopte hij dat een schildering van een vogel vlak bij een illegale vuilstortplaats in Boca Samí mensen bewust zou maken van hun gedrag. Daarop kreeg hij van Selikor, het afvalverwerkingsbedrijf van Curaçao, de opdracht om nog zes muurschilderingen te maken op plekken waar veel vuilnis werd gedumpt. Ook hier werden lokale jongeren ingeschakeld.
Op Angry Boy en Ami Ta Kòrsou gebruikt Marchena een zelf ontworpen lettertype dat is geïnspireerd door de Indiaanse rotstekeningen op de ABC-eilanden, gecombineerd met het Californische Cholo-lettertype uit de jaren 50 van de twintigste eeuw. Angry Boy is een statement tegen het opkopen van land door buitenlandse investeerders, waardoor de lokale bevolking niet langer gratis toegang heeft tot de openbare stranden. De tekst in het Papiaments betekent: Ze komen, Ze sluiten, Ze halen weg, Zonder te vragen, En we laten ze. De tekst op Ami Ta Kòrsou betekent: Bezorgde voorouders, ik roep u aan om ons te leiden en ons te helpen om te emanciperen – zonder enige haat of wraak, maar toegewijd met liefde – Zodat de kostbaarheid van ons pronkjuweel er uit kan springen en de hele wereld luistert als de schepselen van dit paradijs vol trots schreeuwen: “Ik ben Curaçao.”
De tekst op Forever Legends is een quote van Marcus Garvey en luidt: We are going to emancipate ourselves from mental slavery.... none but ourselves can free the mind.
De titel More than Meets the Eye slaat op de neiging van de eilandbewoners hun mooie eiland gewoon te vinden en voorbij te gaan aan de geweldige natuur.
Op Sombra di Koló (De Schaduw van Kleur) in het Nationaal Archeologisch Antropologisch Museum exposeerde Marchena het schilderij Color Blind, dat twee kinderen in een zwembad voorstelt, van wie de een (blank) de andere (huilend en bruin) overgiet met water.
In 2019 werd zijn spontane muurschildering van een bruin kind overgeschilderd omdat het too ghetto zou zijn.

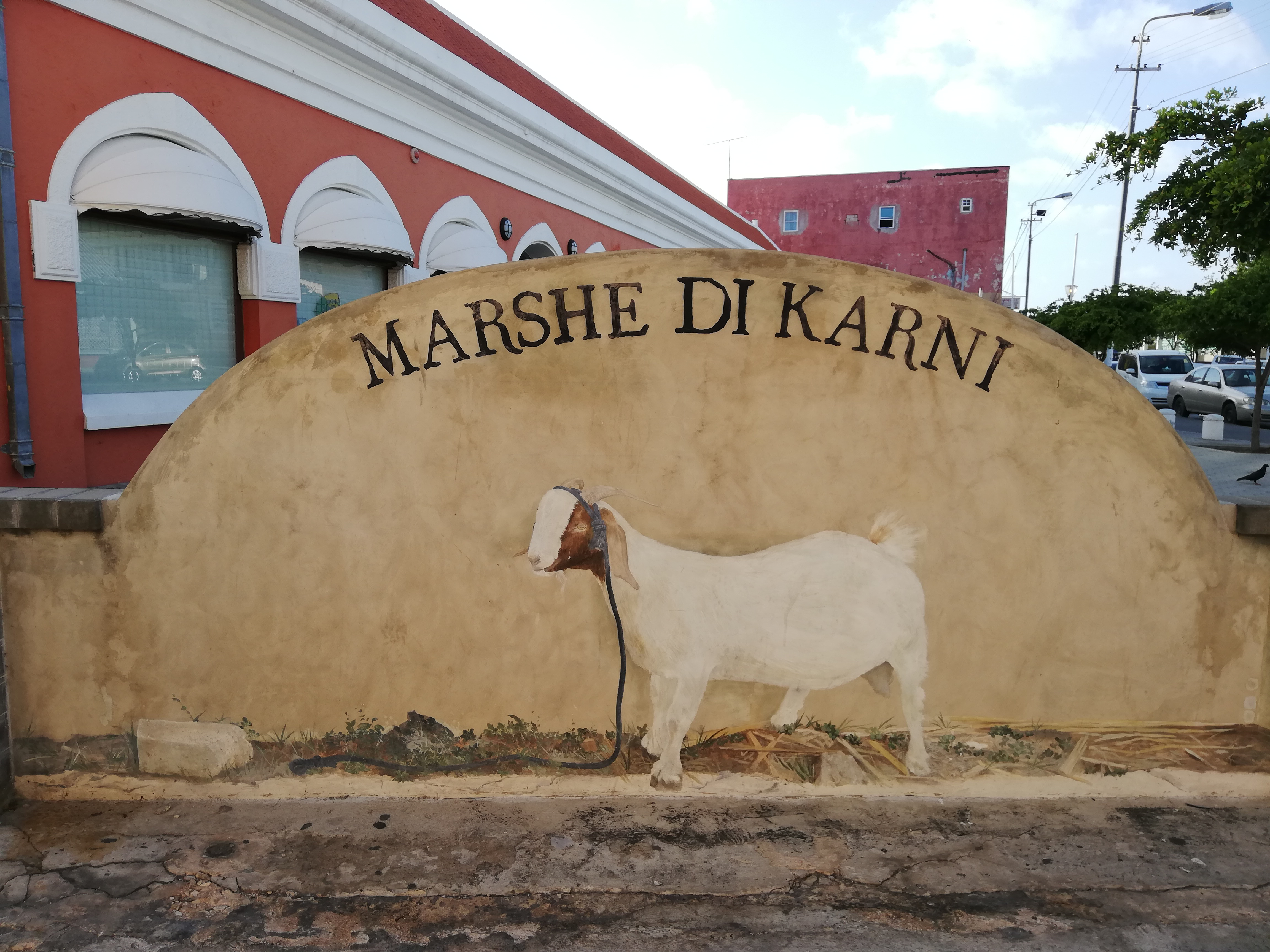
Marshe di Karni (2011)
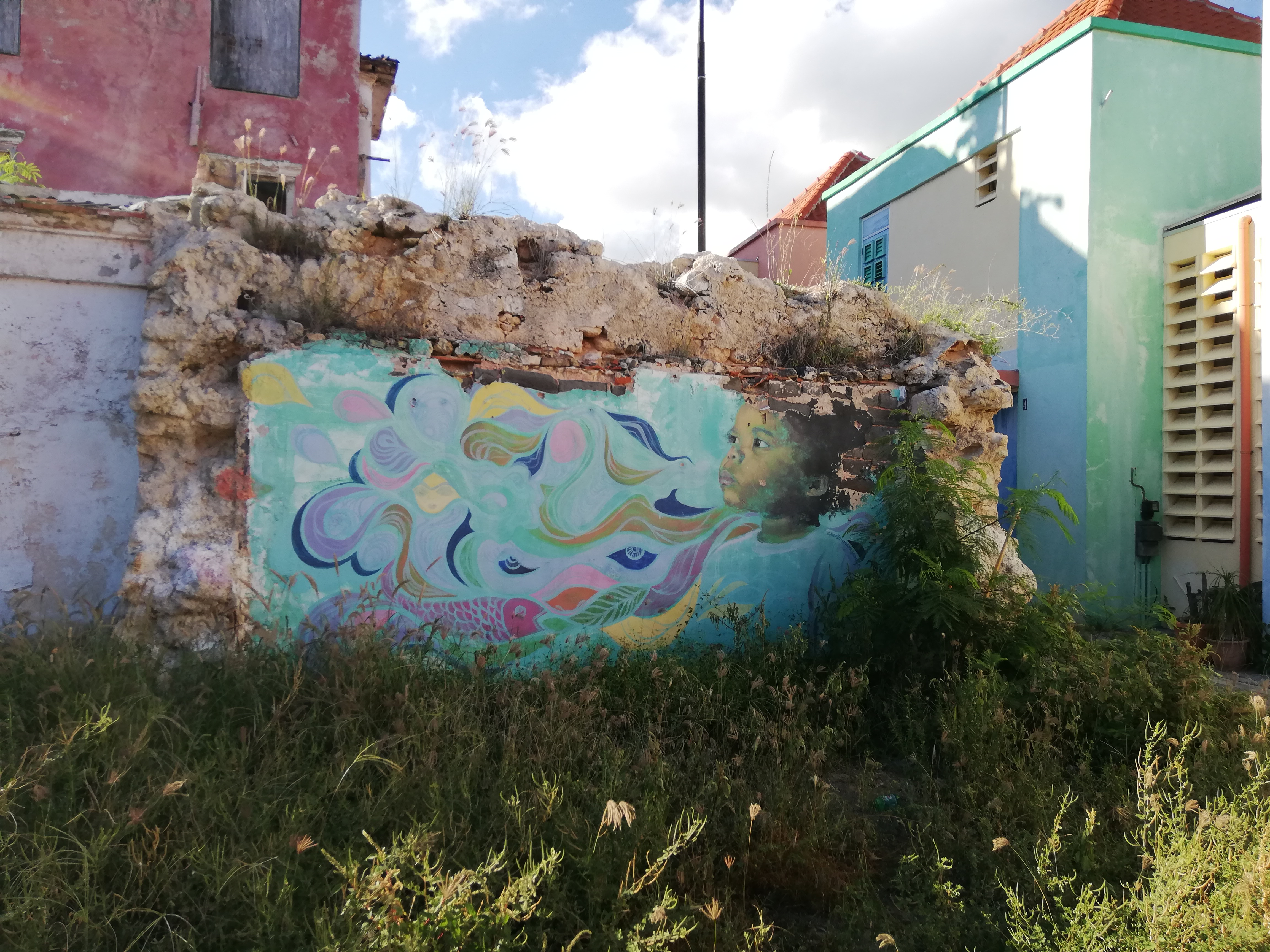
Heart Overflowing, samen met Valerie Parisius (2013)
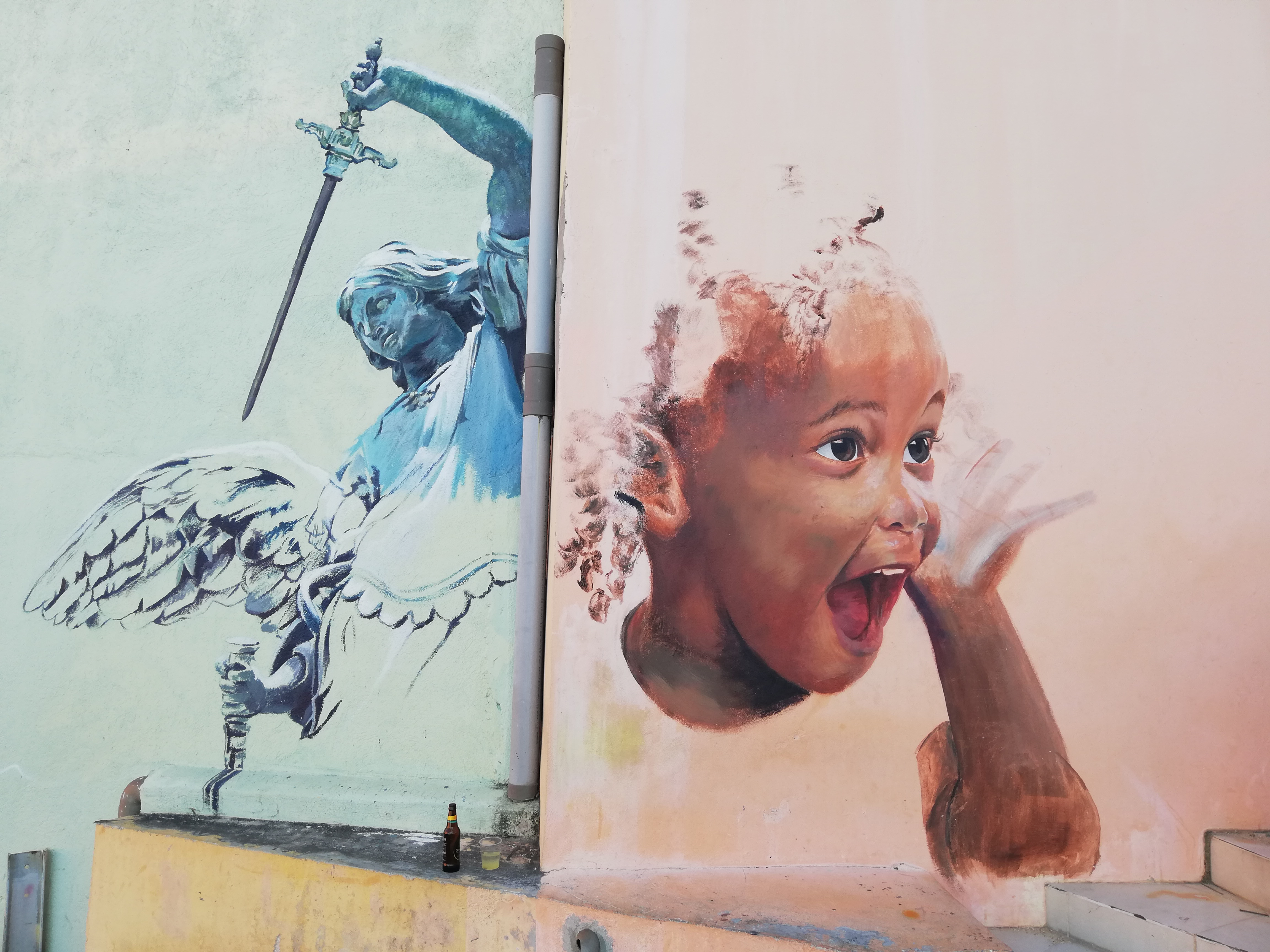
Much'i Ser'i Trapi (2013)
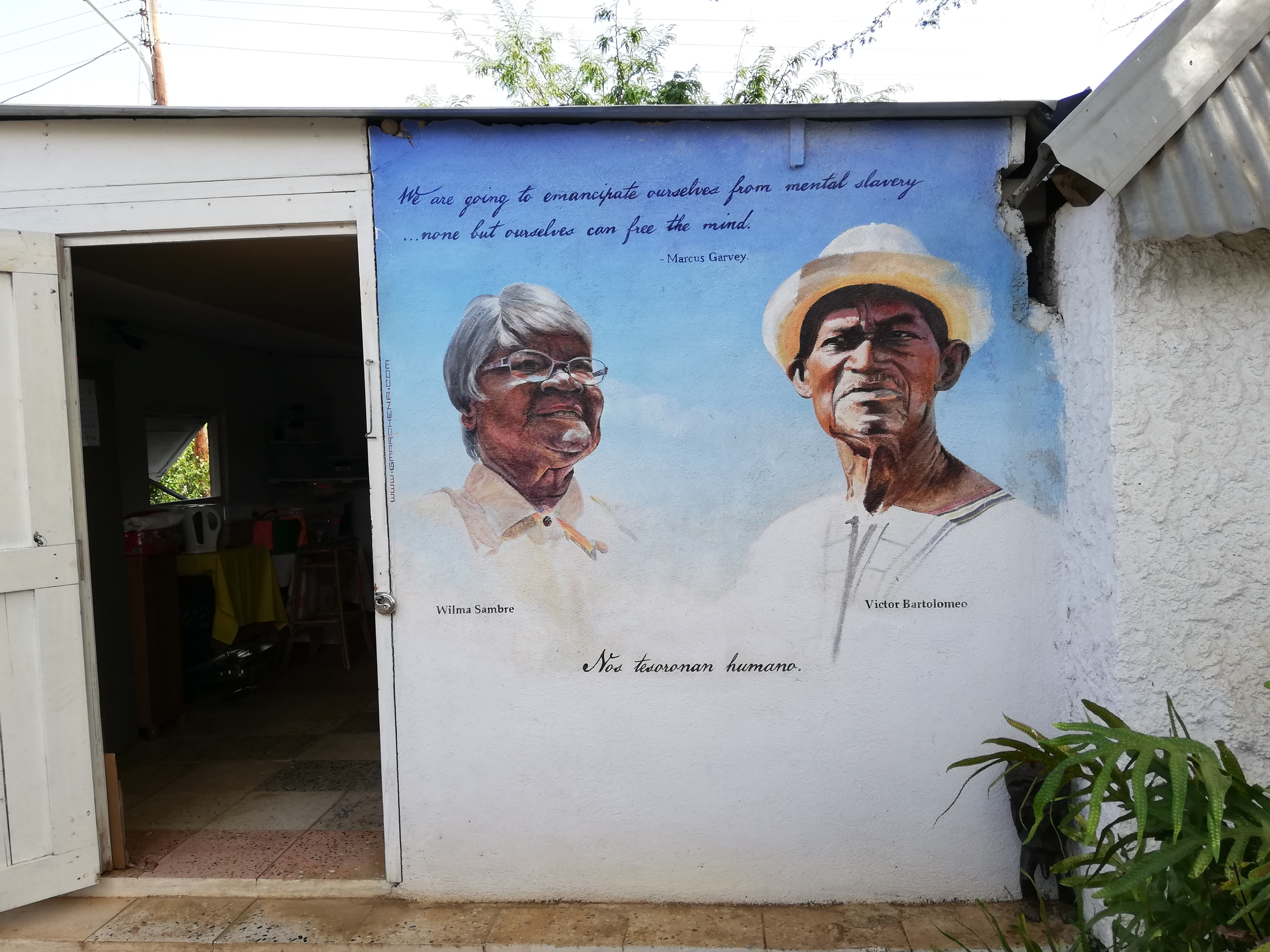
Forever Legends (2014)
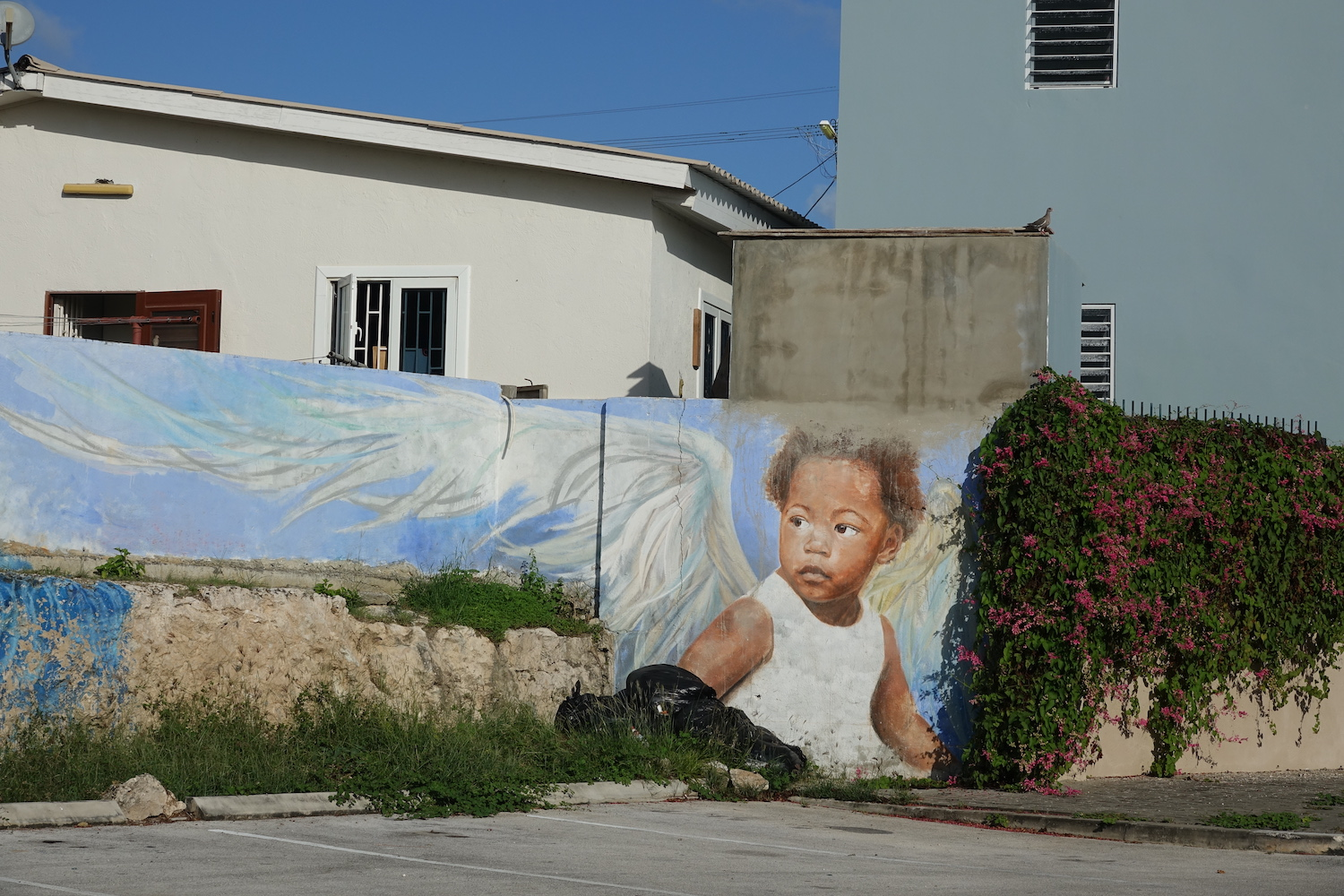
Angel, Marie Pampoen (2014)
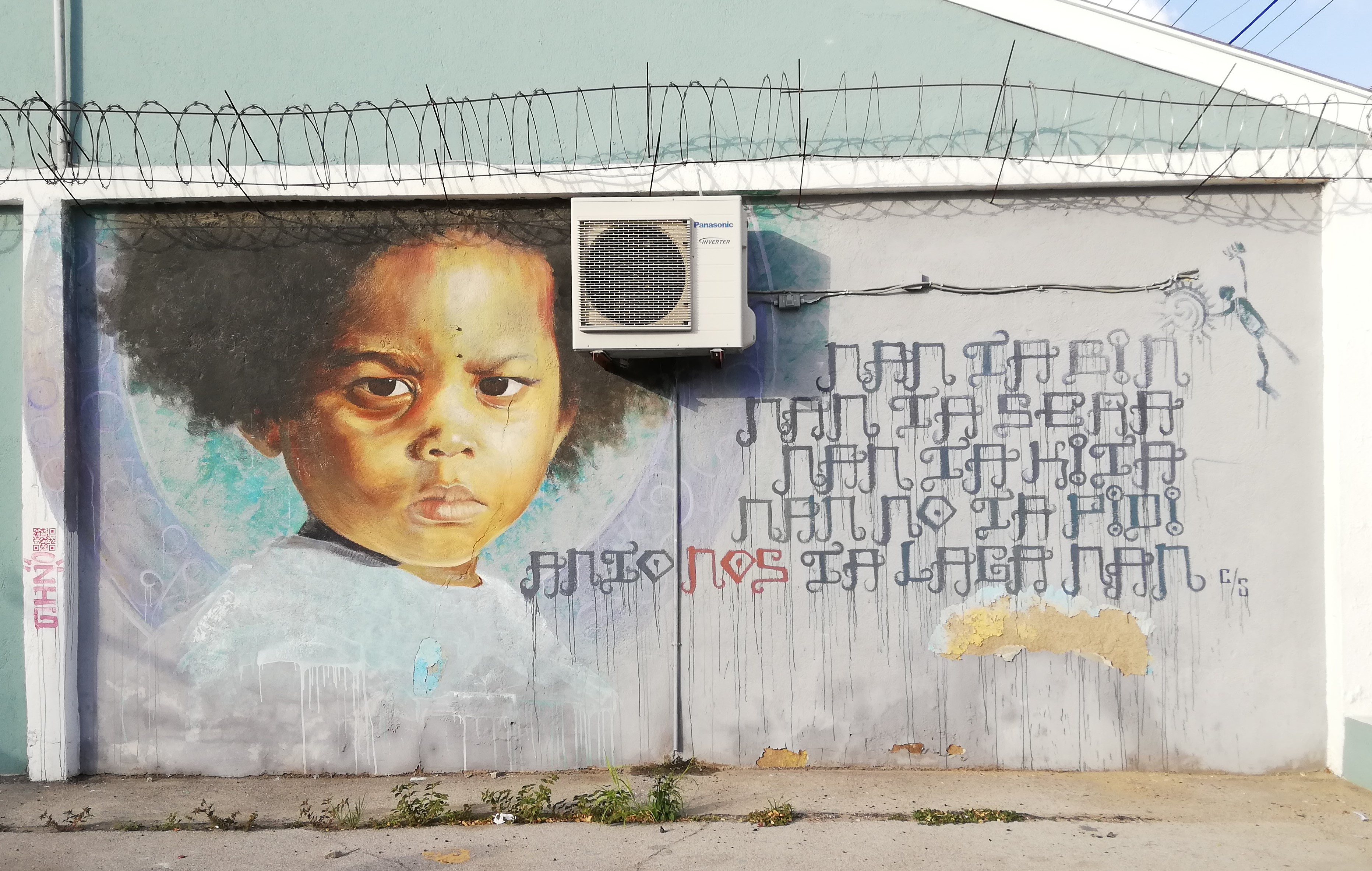
Nos Despensa - Angry Boy (2016)
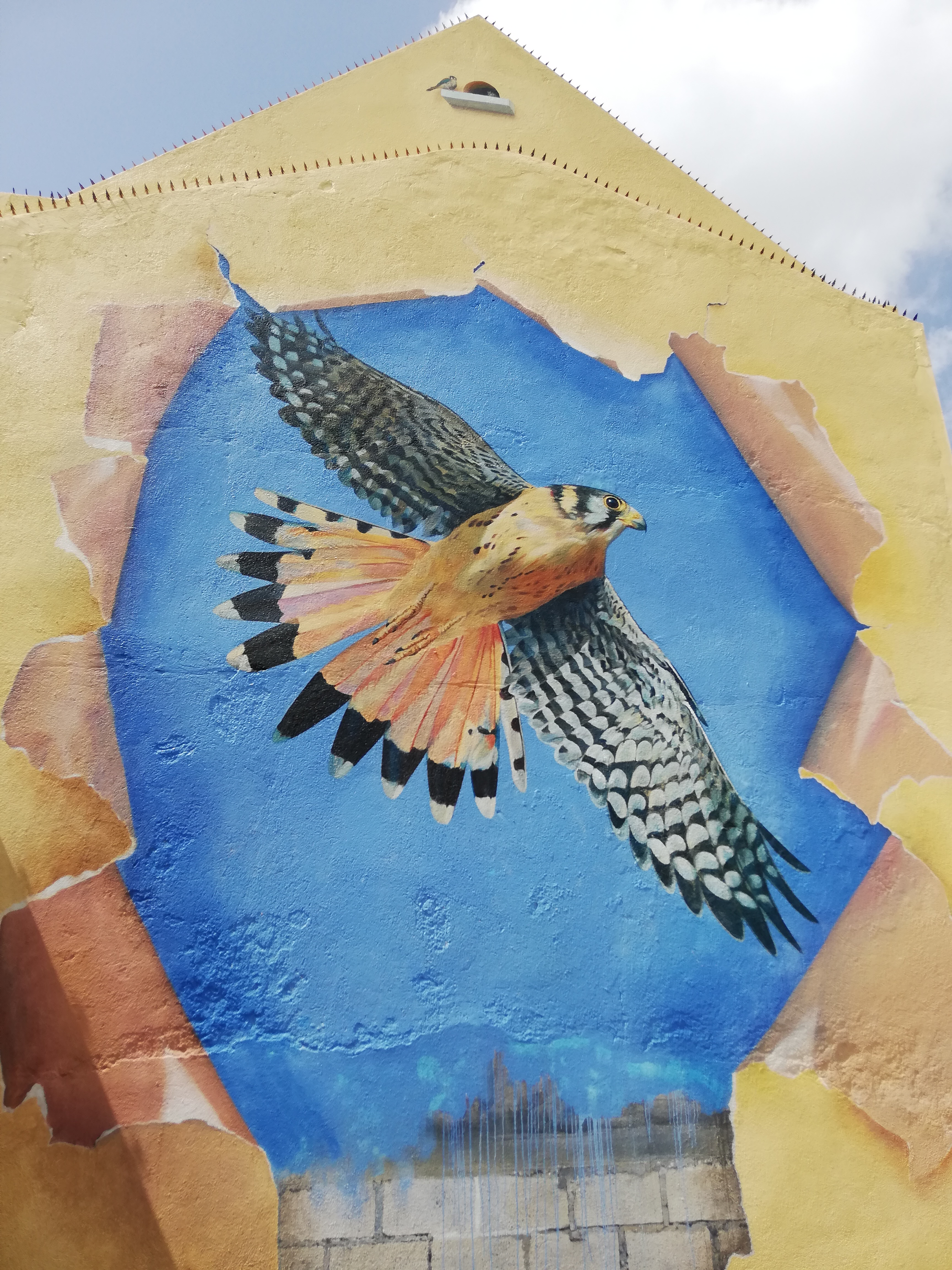
More than Meets the Eye (2017)
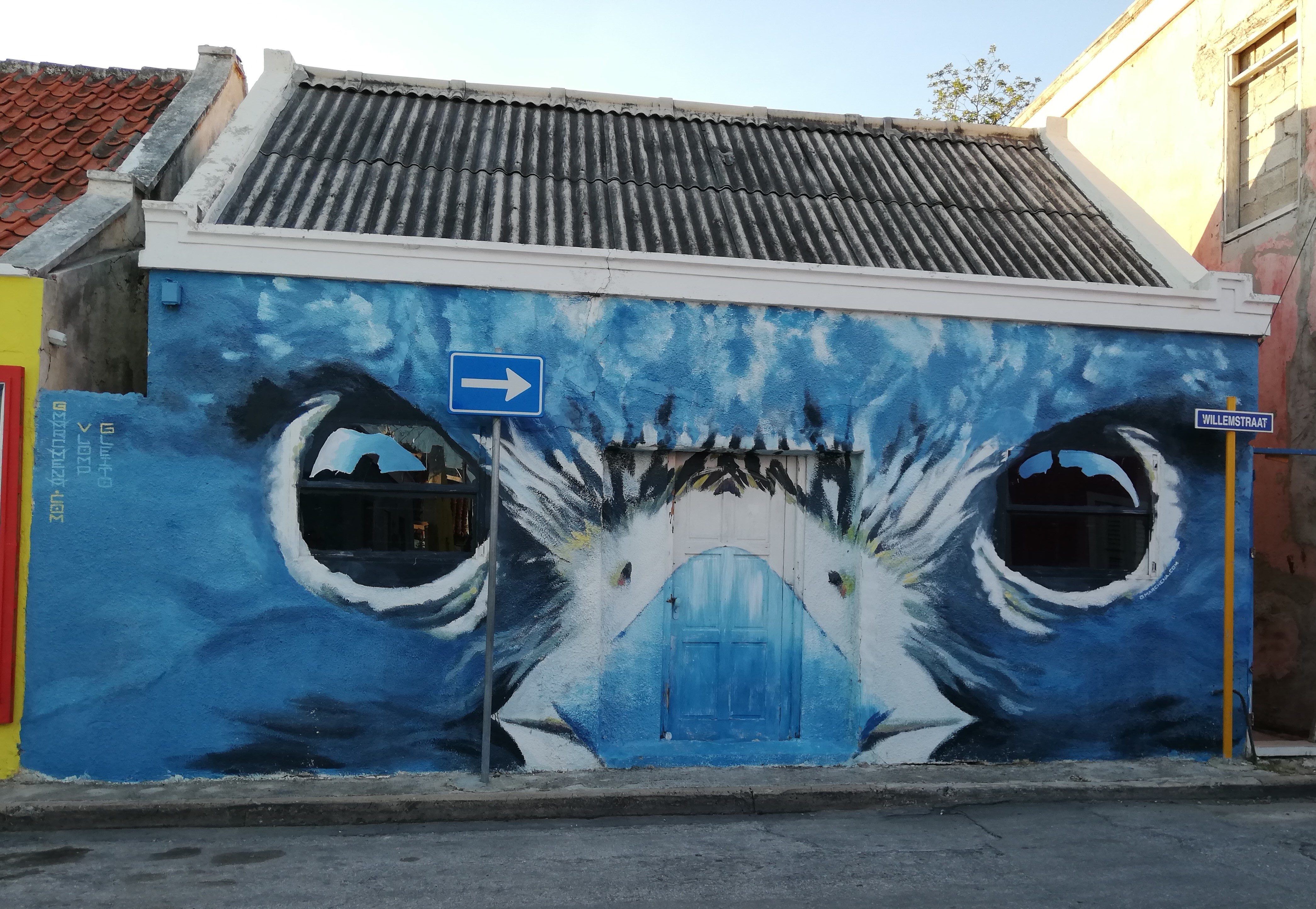
Guardian Eyes (2018)
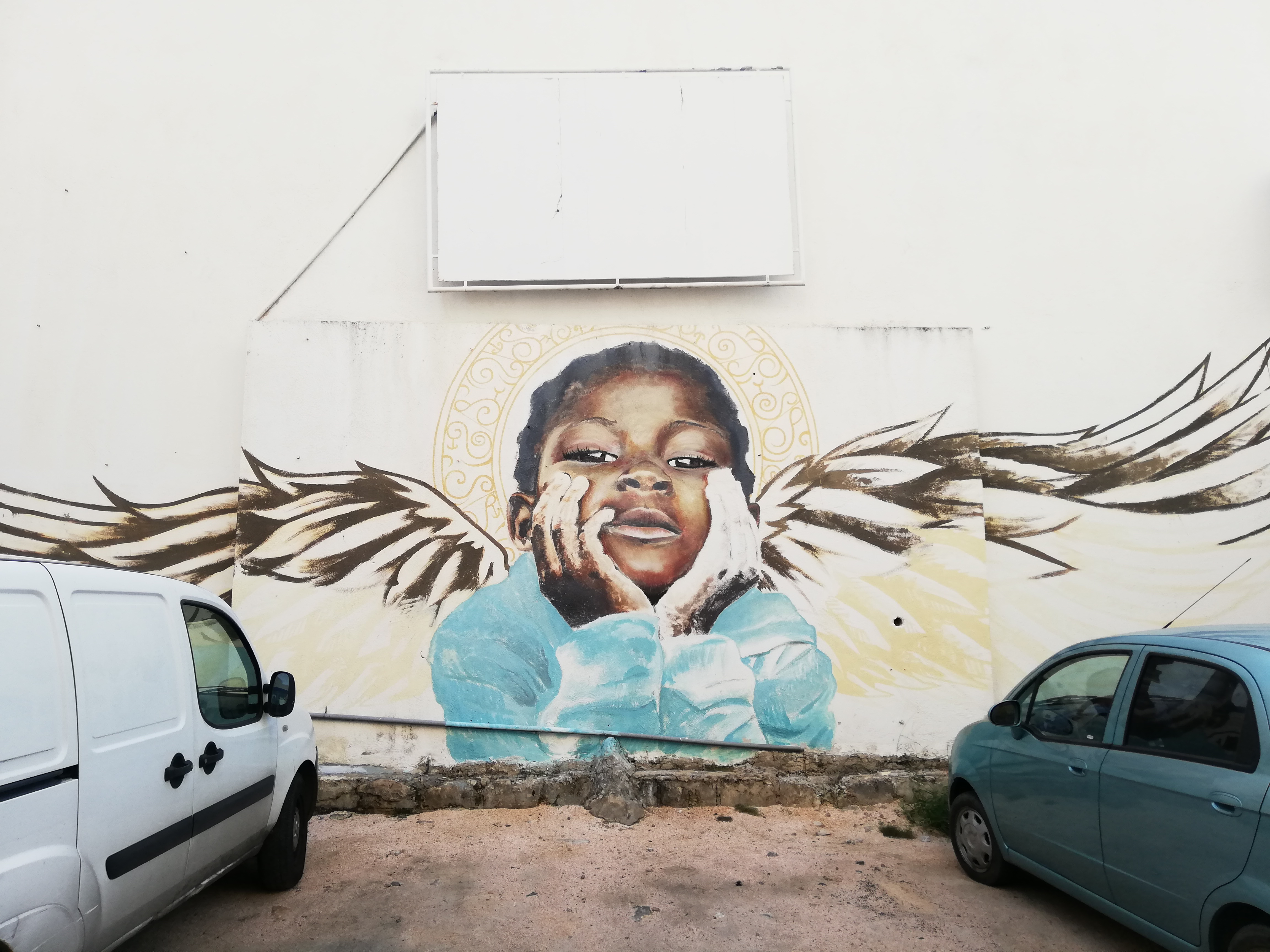
Angel
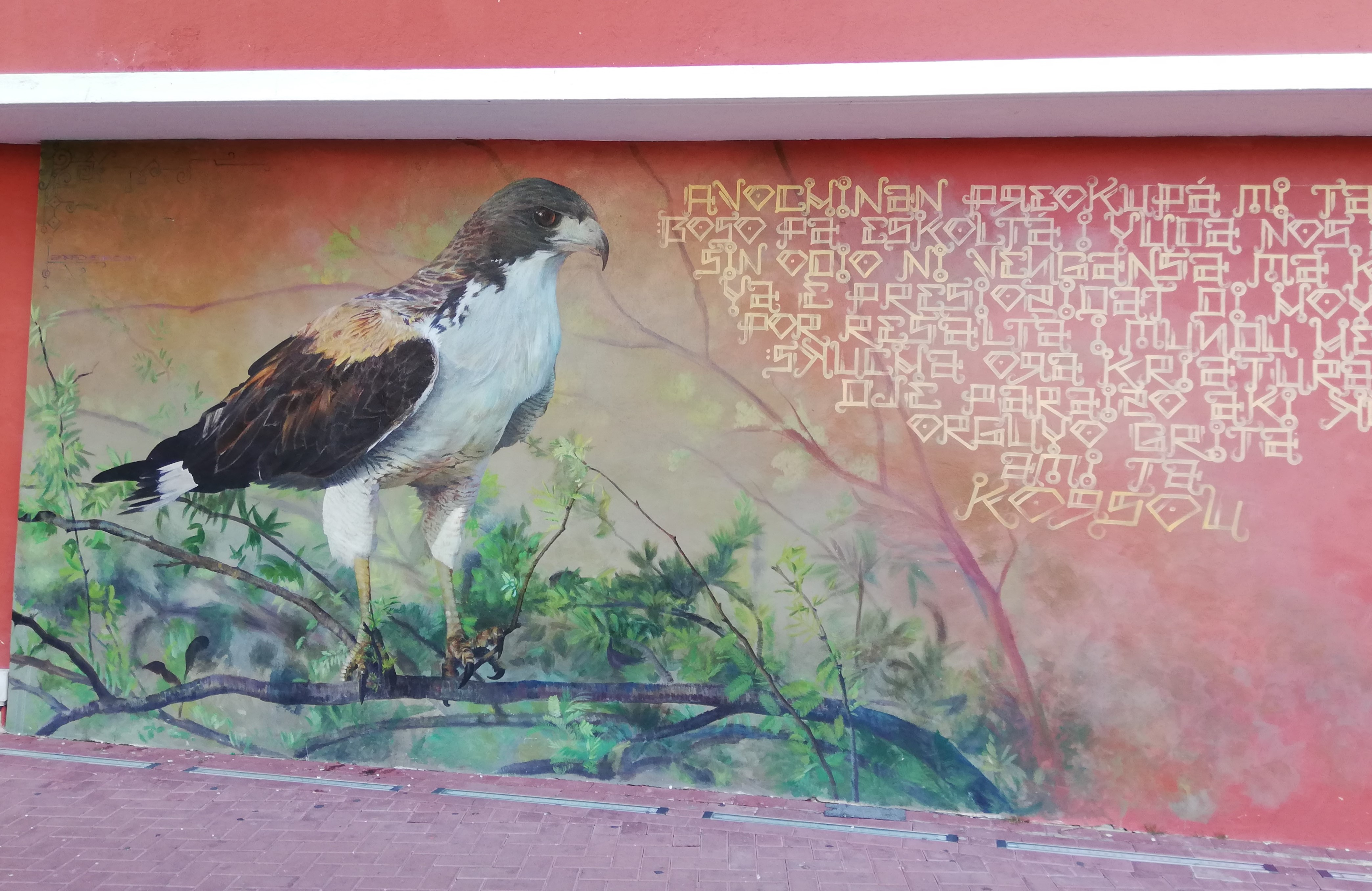
Ami Ta Kòrsou
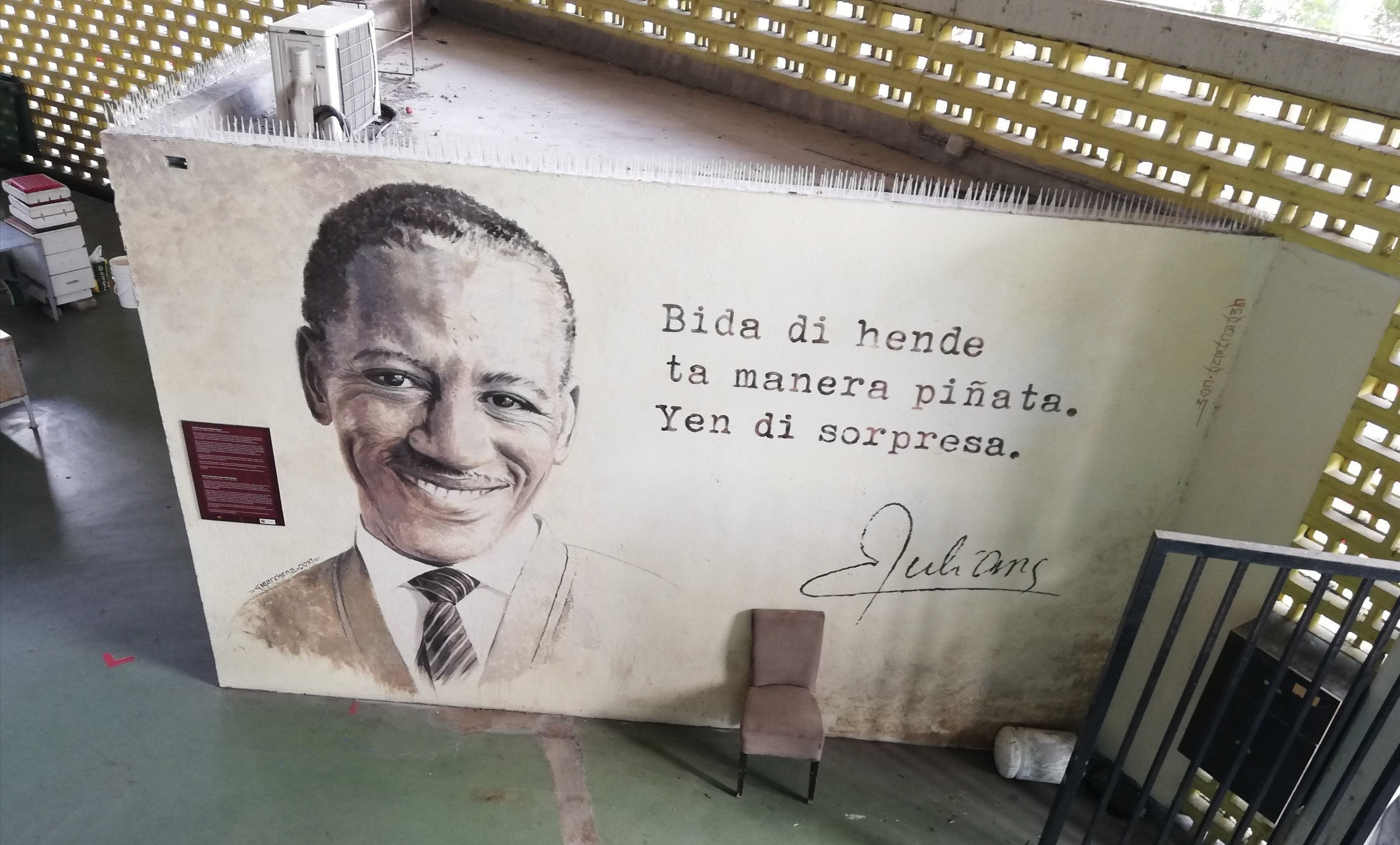
Elis Juliana
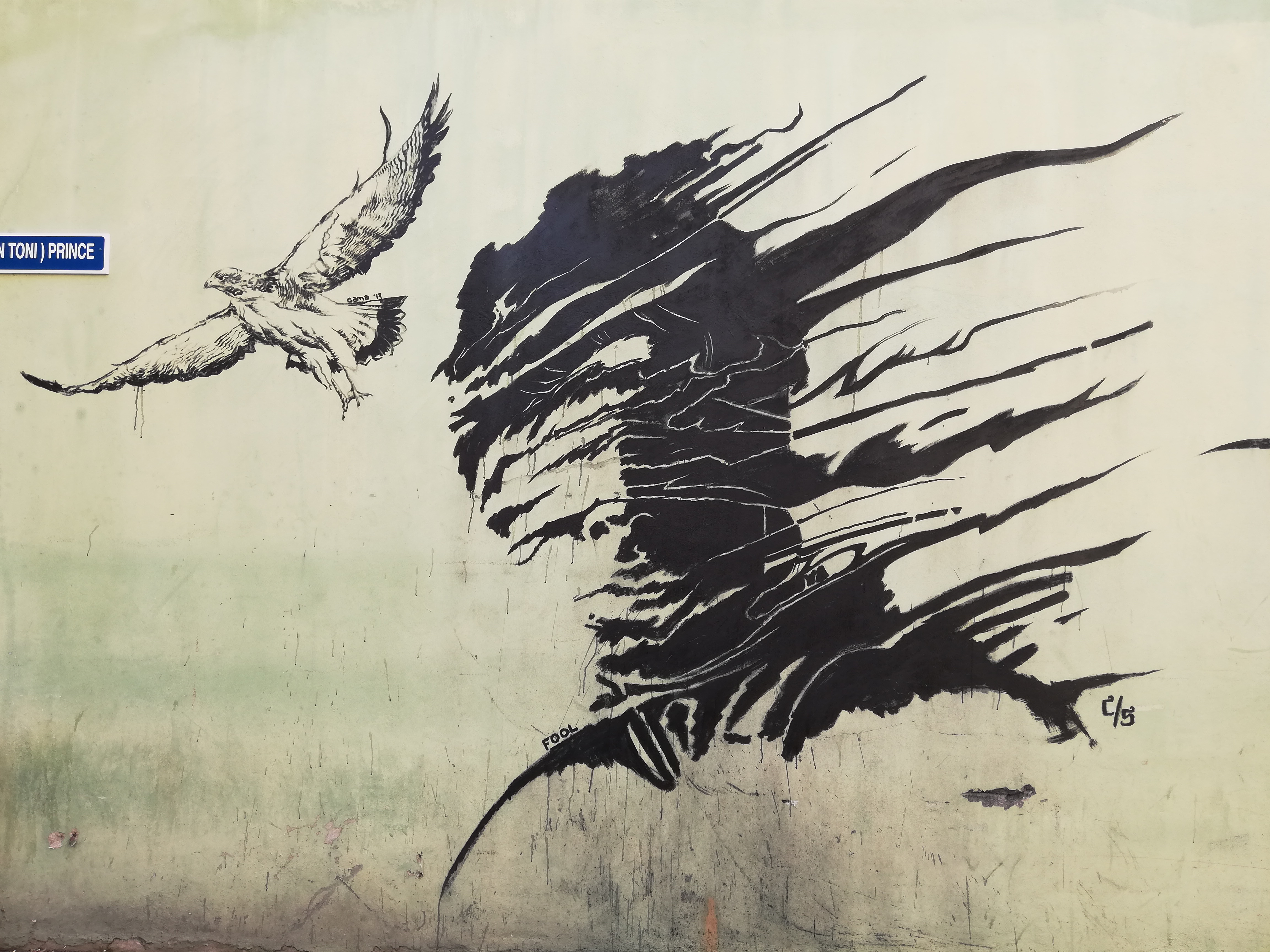
Witness Self, samen met Darrick Da Silva Marchena